# 76-mm-Gebirgskanone M1909
Die 76-mm-Gebirgskanone M1909 (76-мм горная пушка образца 1909 года; ursprüngliche Bezeichnung: 3-дюймовая пушка системы Шнеидера, deutsch: 3-Zoll Kanone System Schneider) ist ein Gebirgsgeschütz, das vor dem Ersten Weltkrieg entwickelt und vom zaristischen Russland und der nachfolgenden Sowjetunion bis in den Zweiten Weltkrieg eingesetzt wurde.
Es ist ein Lizenzbau, der aus der für Griechenland gebauten französischen 75-mm-Gebirgskanone Schneider-Danglis 06/09 entwickelt wurde.

## Entwicklung
Anfang 1908 wurde dem Generalinspekteur der Zaristischen Armee, Großherzog Sergei Michailowitsch Romanow, das französische Schneider-Danglis-Geschütz vorgeführt. Da es bisher keine speziellen modernen Geschütze für den Gebirgskrieg in Russland gab, veranlasste Zar Nikolaus II. eine Vergleichserprobung des modernen Schneider-Geschützes mit einem Gebirgsgeschütz von Škoda durchzuführen. Im Dezember 1908 kam es dann zur Erprobung zweier Geschütze von Schneider und Škoda bei der Armee.
Das Škoda-Geschütz war leichter und einfacher zu transportieren, doch hatte die Waffe von Schneider-Danglis bessere ballistische Werte und das hydro-pneumatische Vorholsystem der Schneider-Danglis war zuverlässiger, als das hydro-mechanische der Škoda-Konstruktion.
Nach diesem Ergebnis erwarb die zaristische Artilleriekommission eine Produktionslizenz von Schneider. Die formelle Anfrage zur Einführung bei der Armee an Zar Nikolaus II. vom 25. Februar 1909 wurde von ihm bereits am 26. Februar unterzeichnet.
Einige kleinere Änderungen ergaben sich aus den Tests, die Räder der Schneider-Danglis wurden gegen Räder von Ochremenko ausgetauscht und die Richtoptik, mit einer lizenzierten Panoramaoptik von Goerz, kam aus der Produktion des staatlichen Obuchow-Werks. Kaliber und Munition wurden auf Patronenmunition 76,2 × 191 mm angepasst. Die russischen Packtiere waren jedoch mit den 120 bis 140 kg der Teillasten des Geschützes überlastet, nur die Munitionstraglasten erreichten die eigentliche Maximallast von 100 kg pro Tier.

## Technik
Das 76 mm Gebirgsgeschütz Modell 1909 war eine aus Stahl fertigte Hinterlader-Haubitze, die Granatpatronen verschoss. Hierdurch wurde das Transportgewicht der Munition gegenüber klassischer getrennt zu ladender Artilleriemunition, bestehend aus Geschoss und Ladung verringert und die Kadenz erhöht. Eine langgezogene Kastenlafette mit zwei Holzspeichenrädern mit Metallband und ein hydropneumatisches Vorholersystem bildeten die Lafettierung der Waffe. Für den Transport im Gebirge war die Zerlegung in sieben Teillasten möglich, im Pferdezug wurde das Geschütz an eine Protze angehängt.

## Produktion
Es wird angenommen, dass zwischen 1909 und 1938 insgesamt 2060 Geschütze dieses Typs in den verschiedenen Varianten gefertigt wurden. Die erste Lieferung von 214 Geschützen war am 1. Januar 1912 von der Putilow Fabrik abgeschlossen worden. Zwischen 1911 und 1916 wurden weitere 772 Geschütze bestellt, von denen bis zum 20. Juni 1917 636 ausgeliefert waren. Zwischen 1914 und 1917 wurden 349 Stück von der Geschützfabrik Sankt Petersburg produziert.
In den 1920er Jahren wurde von der Fabrik No. 8, die 1918 von Sankt Petersburg in den Ort Podlipki evakuiert worden war, weitere Geschütze gefertigt. Zwischen 1924 und 1931, wurden dort offiziell 110 Geschütze hergestellt. Danach wurde die Fertigung in die Maschinenfabrik No. 92 (Nischni Nowgorod) verlegt. In den Jahren 1932, 1934 und 1936 erfolgte keine Produktion des Geschützes.
| 1933 | 1935 | 1937 | 1938 | 1939 | Total |
| ---- | ---- | ---- | ---- | ---- | ----- |
| 21   | 20   | 40   | 305  | 250  | 636   |

## Varianten
Das Ursprungsmodell 1909 wurde von den Entwicklern in den folgenden Produktionsjahren nachgebessert, wodurch neue Varianten entstanden.
- 76 mm „Sturmabwehr“-Geschütz Modell 1910

Das Modell 1910 wurde den Gegebenheiten der Wehrarchitektur dieser Zeit angepasst. Die großen, massiven Befestigungsanlagen benötigten ein leicht bewegliches Geschütz, dass die Rampen oder Flanken der Anlagen mit Schrapnell-Feuer in niedrigen Winkeln und auf kurze Entfernungen bestreichen konnte. Man muss bedenken, dass die Einführung von Maschinengewehren gerade erst begann und der Sturmangriff großer Infantriegruppen zu dieser Zeit noch ein verbreitetes taktisches Kampfinstrument war, um die Distanz zum Gegner zu überwinden, und dann mit überlegener Mannstärke einen Sieg zu erzwingen.
Für diesen Zweck wurde eine neue Lafette für Rohr, Verschluss und Brems- und Vorholvorrichtung geschaffen. Die Serienfertigung der M1910 begann im Putilow Werk im Jahr 1911 und wurde bis Mitte 1915 fortgeführt. In Summe wurden 407 Geschütze in zwei Fertigungslosen produziert. Die M1910 wurde auch im Panzerwagen Garford-Putilow verbaut.
Eine größere Anzahl dieser Geschütze vielen den angreifenden deutschen Truppen in die Hände. Der Bedarf an Infanteriekanone für die vordersten Linien der Westfront führte dazu, dass die Armeeabteilung Gaede einige Geschütze zur Erprobung erhielt und später Krupp im Sommer 1916 nach Umbau eine gewisse Anzahl Geschütze als 7,62-cm-Infanteriegeschütz L/16,5 Krupp auslieferte.

- 76 mm Infanteriegeschütz Modell 1913

Das Infanteriegeschütz 1913 war eine Version, die für den Einsatz in Infanterieverbänden vorgesehen war. Bei dem Entwurf der Modell 1910 hatte man nicht darauf geachtet, die Unterlafette stabiler zu machen, so dass im Pferdezug bei schlechtem Gelände immer wieder Schäden auftraten. Um das Geschütz besser bei der Infanterie einsetzen zu können, wurde ein neuer Lafettenkasten konstruiert, der weniger empfindlich war.
Dass M1913 wurde erprobt, ging 1914 im Putilow Werk in die Serienfertigung und wurde direkt an die Truppe ausgeliefert. Es wurden 173 Geschütze gefertigt.
- 7,62-cm-Infanteriegeschütz L/16,5

Zu Beginn des Ersten Weltkrieges erbeutete das deutsche Heer im Osten eine große Zahl dieser Geschütze. Auch auf deutscher Seite, erkannte man die Schwachpunkte der Unterlafette. Man wollte jedoch nicht auf die Waffen verzichten und ließ bei Krupp neue Kastenlafetten anfertigen.
- 76 LK/10/13

Finnland erbeutete wohl sowohl M1910 als auch M1913 Modelle bei seinen Auseinandersetzungen mit Sowjetrussland bzw. der Sowjetunion. Da die Lafetten der M1910 nicht geeignet erschienen, wurde für alle Geschütze ein Nachbau der russischen M1913 gefertigt und alle Geschütze gleich ausgerüstet.
Als 76 LK/10/13 kam das Geschütz dann als Unterstützungswaffe der Infanterie zum Einsatz.

## Nachfolger
Für das später produzierte 7,62-cm-Geschütz M1927 diente das Modell M1913 als Vorbild, jedoch erfolgten Änderungen am Fahrwerk. Letztlich wurde das neue Geschütz durch Federung und Gummireifen für den Kraftzug tauglich gemacht.

## Einsatzländer
- Russisches Kaiserreich
- Deutsches Kaiserreich (Umbau)
- Sowjetunion

Am 1. November 1936 hatte die Rote Armee 622 M1909 im Bestand, davon waren 572 einsatzbereit, 34 bei Ausbildungseinheiten und 1 Geschütz in Instandsetzung. Während des Winterkrieges mit Finnland kamen 80 Geschütze zum Einsatz, von denen 8 verloren gingen. Per Stand 22. Juni 1941 waren 1121 Geschütze verfügbar, von denen 366 in Reserve gehalten waren.
- Rumänien

Die genaue Zahl der von Rumänien verwendeten M1909 ist nicht bekannt, doch wurden Geschütze für die Verwendung einer 75-mm-Munition umgerüstet. Dies ist, da Rumänien bereits 1912 in Frankreich 24 Schneider-Danglis mit Kaliber 75 mm erworben hatte, recht plausibel.
In der königlich rumänischen Armee wurde die Waffe als Tunul de munte Schneider, calibrul 75 mm, md. 1912 geführt.
- Finnland

Finnland erbeutete 49 M1910 und M1913 während des finnischen Bürgerkrieges 1918, als die sozialistische Seite von Sowjetrussland unterstützt wurde. Die Geschütze wurden als 76 LK/10 und 76 LK/13 geführt. Später kaufte Finnland weitere 45 Geschütze. Die 40 erbeuteten M1910 wurden mit Lafettennachbauten der M1913 versehen, wodurch diese die Bezeichnung 76 LK/10/13 erhielten.
- Deutsches Reich

Beim Überfall 1941 fiel der deutschen Wehrmacht eine unbekannte Anzahl von M1909 in die Hände, diese wurde mit der Beutebezeichnung 7,62-cm-Gebirgskanone 293 (r) geführt.

## Galerie

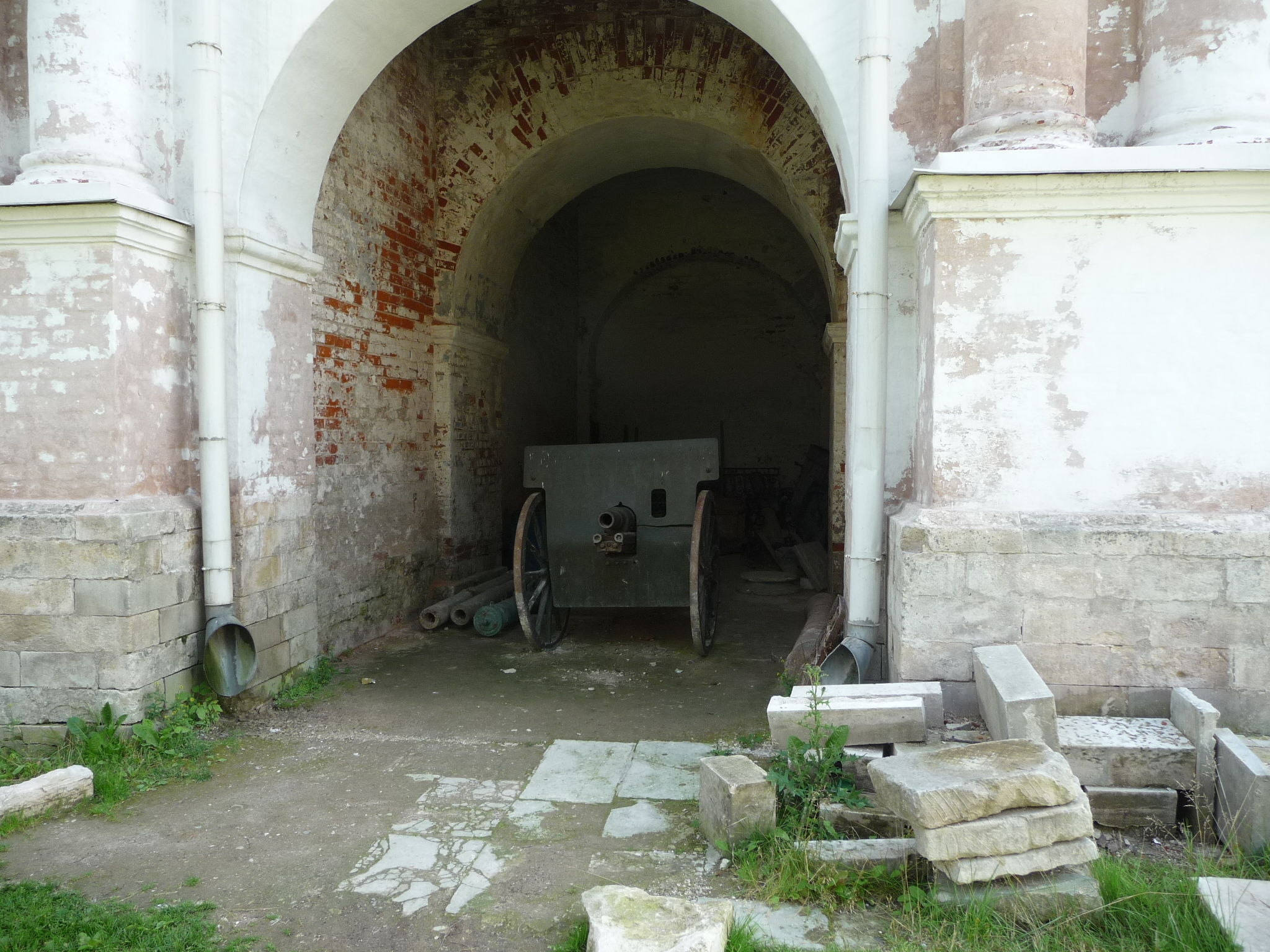
Ein 76 mm „Sturmabwehr“-Geschütz M1910 im Novodevichy Convent in Moskau/Russland.
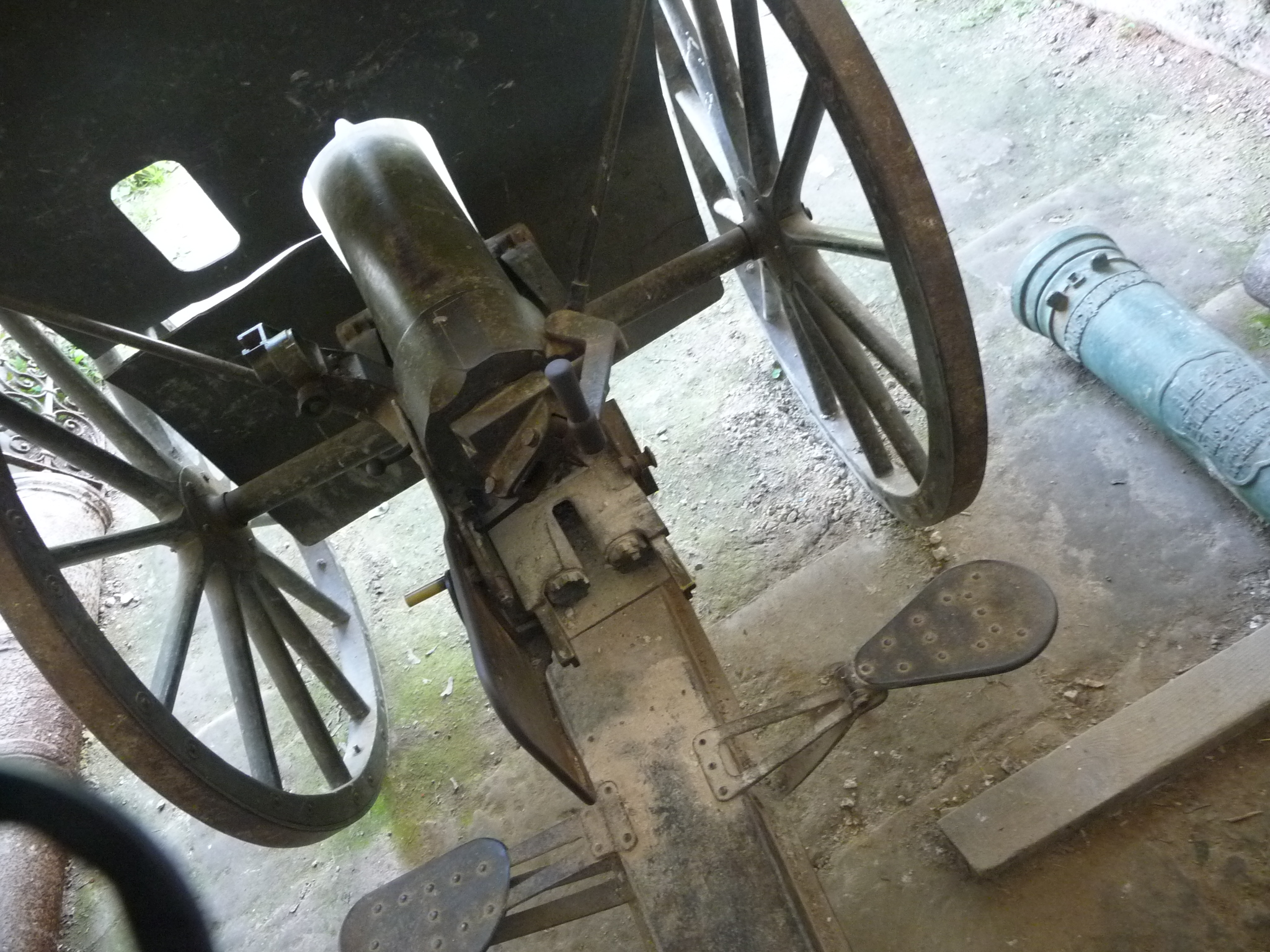
Ein M1910. Zu beachten die leichte Lafette.
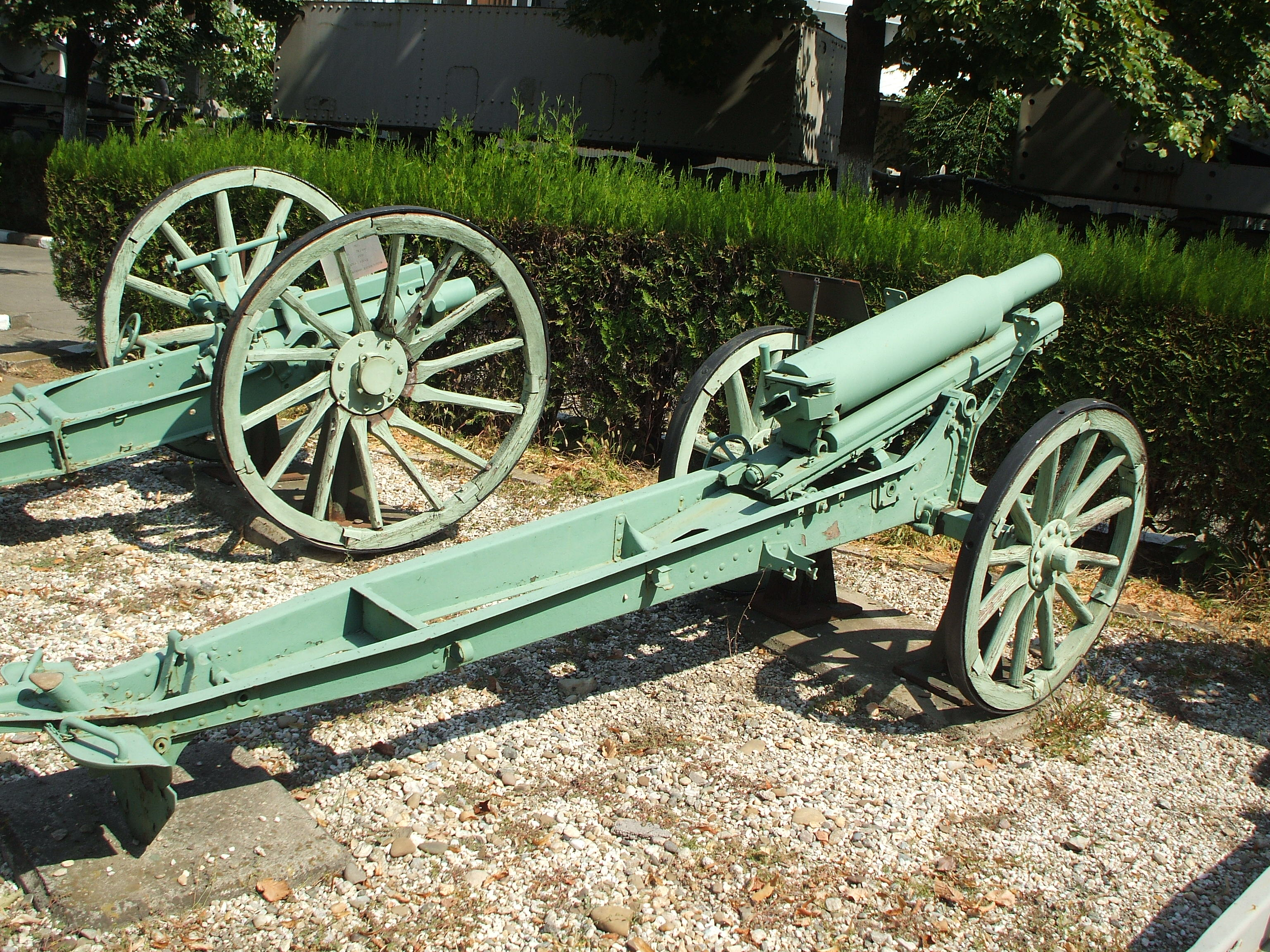
Ein M1904 Gebirgsgeschütz (links) und ein M1909 Gebirgsgeschütz (rechts) im National Military Museum in Bukarest/Rumänien.
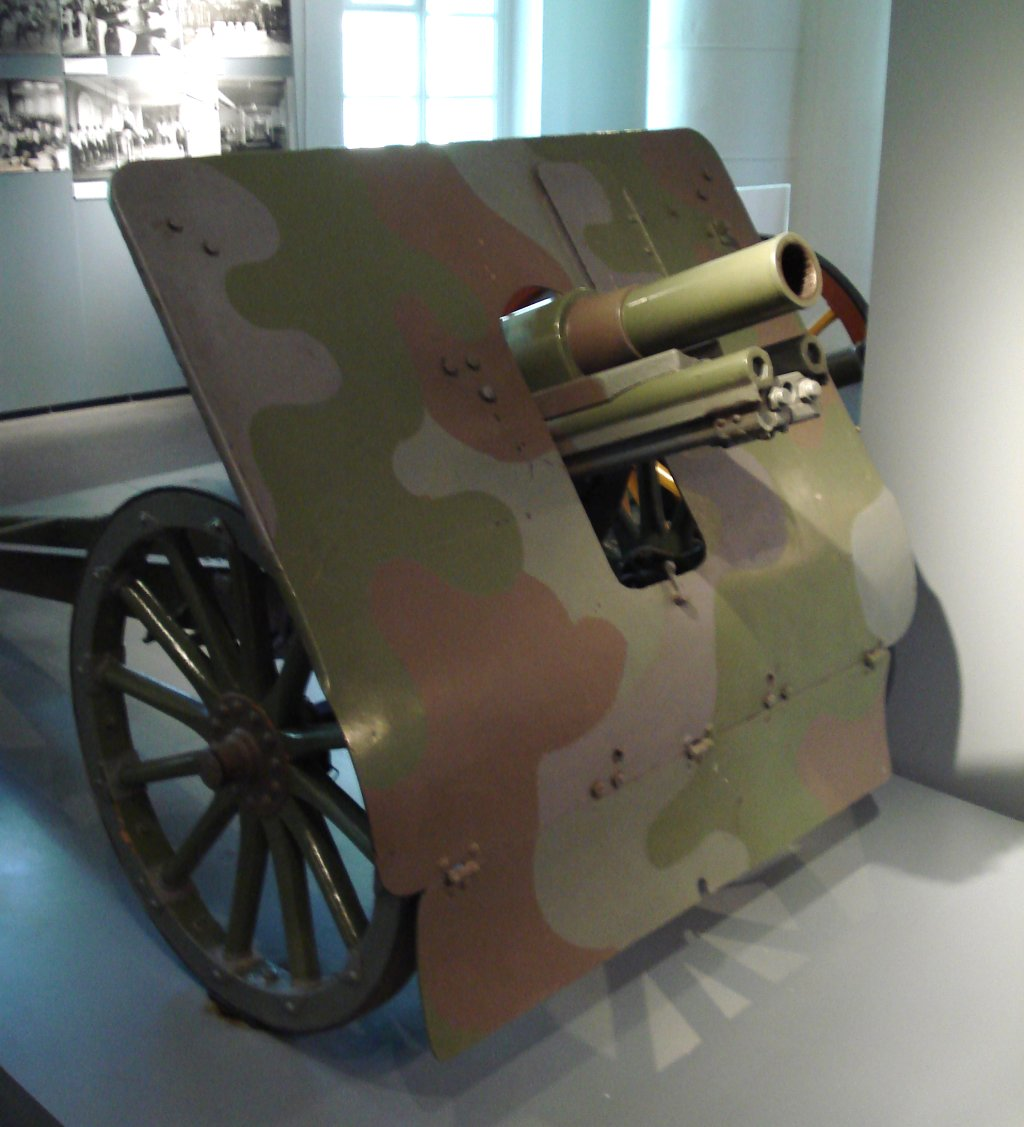
Ein 76 K/10/13 in Finnland.

## Erhaltene Exemplare
- Muzeum Wojska Polskiego in Warschau
- Finnisches Artilleriemuseum in Hämeenlinna
- Museum der Luftverteidigungsarmeen in der Oblast Moskau
- Nationales Militärmuseum in Bukarest
- Monument vor dem Kiewer Kultur- und Museumskomplex Mystezkyj Arsenal